# 와코 (상업 시설)
주식회사와코(일본어: 株式会社和光)는 도쿄의 긴자 쇼핑가의 중심지에 위치해 있는 긴자 와코로 잘 알려진 일본의 백화점 기업이다. 이 상점은 손목시계, 보석류, 초콜릿, 도자기, 그릇, 손가방 등을 취급한다. 와코 홀이라는 이름의 아트 갤러리가 6층에 있다. 와코는 1881년 하토리 긴타로에 의해 긴자에서 K. Hattori라는 이름의 손목시계 및 보석점으로서 설립되었다.

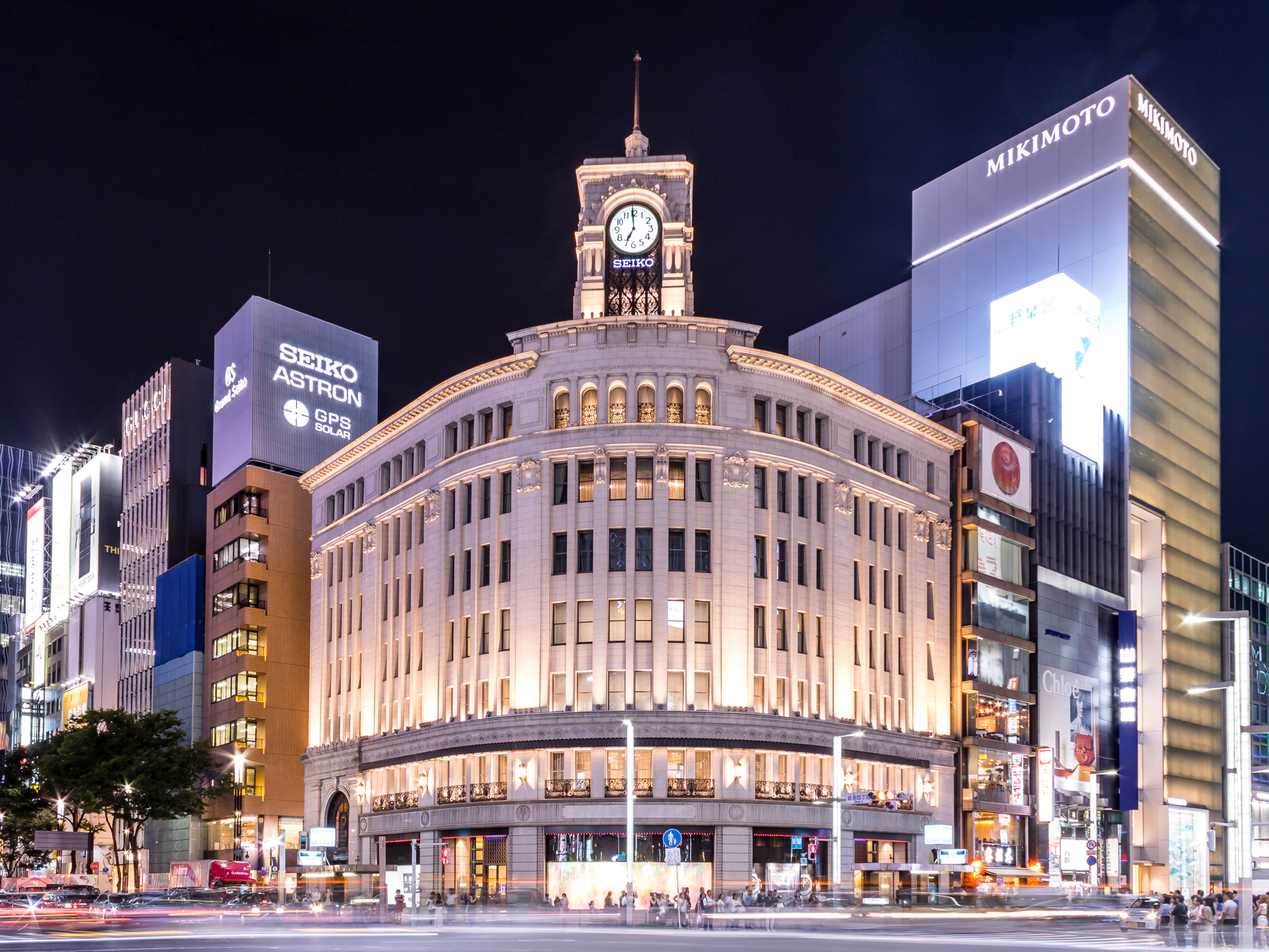
2018년 밤 긴자의 와코점